# Kralj vještac
Kralj vještac je nekad kao i ostale Prstenove utvare jedan od kraljeva Ljudi koje je Sauron prevario davši im čarobne prstenove i time ih pretvorivši u svoje sluge. Nakon toga nisu bili ni mrtvi ni živi. Bili su nevidljive sjene koje su svoje ništavilo prekrili crnim haljama pa su poznati po nazivu Crni Jahači. Pravo ime kralja vješca je Angmar a tako se zove i njegovo zlokobno kraljevstvo na sjeveru Međuzemlja. Rečeno je da kralja vješca ne može ubiti nijedan muškarac i zato je on umro na Pellenorskim poljima od ženske ruke. Ubila ga je Eowyn nećakinja kralja Theodena i štitonoša Rohana.